# Alexandra Vandernoot
Alexandra Vandernoot (Uccle, 19 settembre 1965) è un'attrice belga.

## Biografia
Figlia d'arte, suo padre è direttore d'orchestra e sua madre ballerina. Ha passato tutta la sua infanzia a Waterloo e successivamente si è formata come attrice al Conservatorio d'Arte Drammatica di Bruxelles. La sua prima interpretazione cinematografica risale al 1985 in Babel Opera di André Delvaux.
Nel 1986 interpreta Elisa, la sorella maggiore del protagonista Roger, nel film L'iniziazione di Gianfranco Mingozzi, tratto dal libro Les exploits d'un jeune Don Juan di Guillaume Apollinaire. Dopo qualche ruolo in alcuni lungometraggi belgi, tenta di far carriera negli Stati Uniti con il film Strangers di Joan Tewkesbury (1991). In questi anni partecipa in Canada alla serie tv Highlander (1992-1998), nella quale interpreta il ruolo di Tessa Noël, che la rende famosa a livello internazionale.
A partire dagli anni novanta partecipa a numerose produzioni televisive della televisione francese, senza tuttavia abbandonare il cinema.
Alexandra Vandernoot vive a Parigi e ha due figli, avuti col suo compagno, il regista Bernard Uzan.

## Filmografia parziale
- L'iniziazione, regia di Gianfranco Mingozzi (1986)
- A cena col diavolo (Le Souper), regia di Édouard Molinaro (1992)
- Highlander - serie TV (1992-1998)
- La cena dei cretini (Le Dîner de cons), regia di Francis Veber (1998)
- L'apparenza inganna (Le Placard), regia di Francis Veber (2001)
- Gangsters, regia di Olivier Marchal (2002)
- Jeune Homme, regia di Christoph Schaub (2006)